# جيمس جونز (قسيس)
جيمس جونز (بالإنجليزية: James Jones)‏ هو قسيس بريطاني، ولد في 18 أغسطس 1948.